# Sorrento (Florida)
Sorrento és una concentració de població designada pel cens dels Estats Units a l'estat de Florida. Segons el cens del 2000 tenia 765 habitants.

## Demografia
Segons el cens del 2000, Sorrento tenia 765 habitants, 269 habitatges, i 203 famílies. La densitat de població era de 229 habitants/km².
Dels 269 habitatges en un 36,8% hi vivien nens de menys de 18 anys, en un 57,6% hi vivien parelles casades, en un 11,2% dones solteres, i en un 24,5% no eren unitats familiars. En el 18,6% dels habitatges hi vivien persones soles el 6,3% de les quals corresponia a persones de 65 anys o més que vivien soles. El nombre mitjà de persones vivint en cada habitatge era de 2,84 i el nombre mitjà de persones que vivien en cada família era de 3,23.
Per edats la població es repartia de la següent manera: un 28,6% tenia menys de 18 anys, un 8,9% entre 18 i 24, un 32,4% entre 25 i 44, un 20,4% de 45 a 60 i un 9,7% 65 anys o més.
L'edat mediana era de 35 anys. Per cada 100 dones de 18 o més anys hi havia 103 homes.
La renda mediana per habitatge era de 39.318 $ i la renda mediana per família de 41.343 $. Els homes tenien una renda mediana de 25.845 $ mentre que les dones 17.101 $. La renda per capita de la població era de 17.569 $. Cap de les famílies i el 2,2% de la població estaven per davall del llindar de pobresa.

## Poblacions més properes
El següent diagrama mostra les poblacions més properes.